# Grant Higa
Grant Higa (ur. 6 grudnia 1970) – amerykański trójboista siłowy i strongman.
Rodzina: żona Michelle i córka Kaiea.
Mieszka w miasteczku Maple Valley, (stan Waszyngton).
Wymiary:
- wzrost 173 cm
- waga 134 kg

Rekordy życiowe:
- przysiad 371 kg
- wyciskanie ? kg
- martwy ciąg ? kg

## Osiągnięcia strongman
- 2000
  - 2. miejsce – Mistrzostwa Stanu Waszyngton Strongman
- 2001
  - 2. miejsce – Mistrzostwa Stanu Waszyngton Strongman
- 2005
  - 12. miejsce – Super Seria 2005: Venice Beach
  - 5. miejsce – Puchar Świata Siłaczy 2005: Denver
  - 7. miejsce – Puchar Świata Siłaczy 2005: Ladysmith
  - 7. miejsce – Puchar Świata Siłaczy 2005: Norymberga
- 2006
  - 12. miejsce – Puchar Świata Siłaczy 2006: Moskwa
- 2007
  - 15. miejsce – Mistrzostwa USA Strongman 2007
  - 10. miejsce – Mistrzostwa Ameryki Północnej Strongman 2007
- 2008
  - 11. miejsce – Mistrzostwa Ameryki Północnej Strongman 2008
- 2009
  - 11. miejsce – Mistrzostwa Ameryki Północnej Strongman 2009